# Las Vegas Raiders
Els  Las Vegas Raiders són una franquícia de futbol americà de la National Football League actualment establerta a Paradise (Nevada), dins de l'aglomeració urbana de Las Vegas. Els Raiders són membres de la Divisió Oest de l'American Football Conference dins de la NFL. El seu estadi és l'Allegiant Stadium i els seus colors són el platejat i el negre.

## Història
La franquícia va començar a jugar l'any 1960 com a membre de la American Football League (AFL) on van guanyar un campionat i tres títols divisionals. L'equip es va unir a la NFL amb la fusió entre AFL i NFL i des d'ençà, han guanyat dotze títols divisionals i tres Super Bowls (XI, XV, XVIII) i han aparegut en altres dues. En total han guanyat quatre campionats de lliga, quatre campionats de conferència i quinze campionats de divisió.
Durant les seves primeres tres temporades, els Raiders tenien molts problemes dins i fora del camp. El 1963, Al Davis va ser cridat per la franquícia per exercir com a entrenador principal i mànager de l'equip. Davis va convertir un equip perdedor en un de guanyador, i del 1963 fins al 2002 l'equip només ha acabat set temporades amb balanç negatiu.
Després d'uns quants anys de batalles legals, Davis es va emportar la franquícia d'Oakland cap a Los Angeles, Califòrnia l'any 1982. A Los Angeles, els Raiders van guanyar la seva tercera Super Bowl, però només van arribar als play-offs dos cops durant els anys 80'. El 1995, Davis va tornar l'equip a Oakland, on els Raiders han guanyat tres títols divisionals encara que van perdre el partit pel campionat de la AFC contra els Baltimore Ravens l'any 2000. El 2002, els Raiders van arribar a la Super Bowl XXXVII que van ser derrotats pels Tampa Bay Buccaneers. Des d'aquell partit, els Raiders han acabat cinc temporades seguides amb balanç victòries-derrotes negatiu.
La temporada 2020, els Raiders es van traslladar a Las Vegas al nou Allegiant Stadium.

### Començaments
Originalment anaven a ser anomenats Oakland Sèniors després de ser triat el nom en un concurs, però el nom va ser canviat a l'actual Raiders abans de començar la temporada de 1960. Eddie Erdelatz va ser contractat com el primer entrenador, després d'haver rebutjat aquest ofertes dels Washington Redskins i Los Angeles Chargers. En el primer equip dels Raiders es trobava el futur Saló de la Fama, Jim Otto, juntament amb el futur entrenador, Tom Flores.
Després d'unes males temporades de 1960 a 1966, John Rauch va ser triat com a entrenador en cap. Amb ell, juntament amb el quarterback Daryle Lamonica, li van donar a l'equip el seu primer títol de lliga enfront dels Houston Oilers. No obstant això, perdrien enfront dels Green Bay Packers en el Super Bowl II. En les dues següents temporades, els Raiders van tornar a aconseguir el títol de divisió, però aquesta vegada perdent en el partit pel títol de lliga enfront de Nova York Jets i Kansas City Chiefs, respectivament.

### D'Oakland a Los Angeles
Després de la temporada de 1980, Al Davis no va tenir èxit en les millores introduïdes en el Oakland Coliseum, específicament en la incorporació de noves llotges de luxe. Aquest mateix any, va signar un protocol d'acord per a traslladar als Raiders de Oakland a Los Angeles. La mesura, que requeria l'aprovació de les tres quartes parts dels propietaris de la lliga, va ser rebutjada 22-0. Encara amb la negativa de la lliga, Davis va tractar de traslladar a l'equip, que estava bloquejat per una ordre judicial. En resposta, els Raiders no sols es van convertir en un soci actiu en una demanda antimonopoli presentada per Los Angeles Memorial Coliseum (que havia perdut recentment a Los Angeles Rams), si no que també van presentar una demanda dels seus. Després que el primer cas va ser va declarar nul en el judici de maig de 1982, un segon jurat va dictaminar a favor de Davis i Los Angeles Coliseum, buidant el camí per a la mudança. Amb la sentència, els Raiders finalment es van traslladar a Los Angeles per a la temporada de 1982, jugant els seus partits com a locals en Los Angeles Coliseum.
Per a 1995, Al Davis va signar una carta amb la intenció de tornar l'equip a Oakland, notícia que va ser aprovada per les autoritats municipals d'Albereda i rebuda amb molt de grat pels aficionats de Oakland. A més, hi havia un avantatge en l'operació, perquè malgrat haver transcorregut 13 anys, l'NFL mai va reconèixer oficialment el canvi des que va succeir, per la qual cosa no podia negar-se a aprovar-lo ni hauria de sol·licitar la quota per reubicació que cal en aquests casos -quota que hagués hagut de pagar l'equip dels Los Angeles Rams pel seu canvi a Sant Lluís-.

### L'equip torna a Oakland
Finalment per a la temporada de 1995, es va concretar el retorn dels Raiders sota la direcció de l'entrenador Mike White, tenint un bon començament guanyador de 8-2. No obstant això, les contínues lesions de la seva quarterback, Jeff Hostetler, van portar a l'equip a una pèssima ratxa on van perdre els últims sis trobades de la temporada, quedant fora dels playoffs.
En la seva tornada a Oakland, els Raiders no van tornar a entrar en playoffs fins a la temporada 2000, en el nou mil·lenni. Van guanyar tres títols de divisió consecutius en els anys 2000, 2001 i 2002. L'últim any, l'equip va ser capaç d'arribar fins a la Super Bowl XXXVII, on caurien derrotats enfront dels Tampa Bay Buccaneers 48-21. Rich Gannon, el quarterback de l'equip, va ser nomenat MVP de la lliga aquesta mateixa temporada.

### D'Oakland a Las Vegas
El 27 de març de 2017, s'anuncia l'aprovació del canvi de seu de Oakland a Las Vegas d'acord amb la votació realitzada per part dels amos dels equips de la NFL, en la qual van votar a favor 31-1. Aquest canvi no es va fer efectiu fins a la temporada 2020 al nou Allegiant Stadium de Las Vegas.

## Palmarès
- Campionats de lliga (4)
  - Campionats de Super Bowl (3): 1976 (XI), 1980 (XV), 1983 (XVIII).
  - Campionat de l'AFL (abans de la fusió AFL-NFL): 1967.
- Campionats de conferència (4)
  - AFC: 1976, 1980, 1983, 2002.
- Campionats de divisió (15)
  - AFL Oest: 1967, 1968, 1969.
  - AFC Oest: 1970, 1972, 1973, 1974, 1975, 1976, 1983, 1985, 1990, 2000, 2001, 2002.

## Estadis
- Kezar Stadium (1960)
- Candlestick Park (1961)
- Frank Youell Field (1962–1965)
- Oakland–Alameda County Coliseum (1966–1981, 1995–2019)
- Los Angeles Memorial Coliseum (1982–1994)
- Allegiant Staidum (2020-present)